# Kom, frälsta hjord
Kom, frälsta hjord är en psalm från 1819 diktad av Johan Olof Wallin.
|  |
|  |

## Publicerad i
- 1819 års psalmbok som nummer 327 under rubriken "Kristligt sinne och förhållande".[1]